# Heilig-Kreuz-Kirche (Bonenburg)

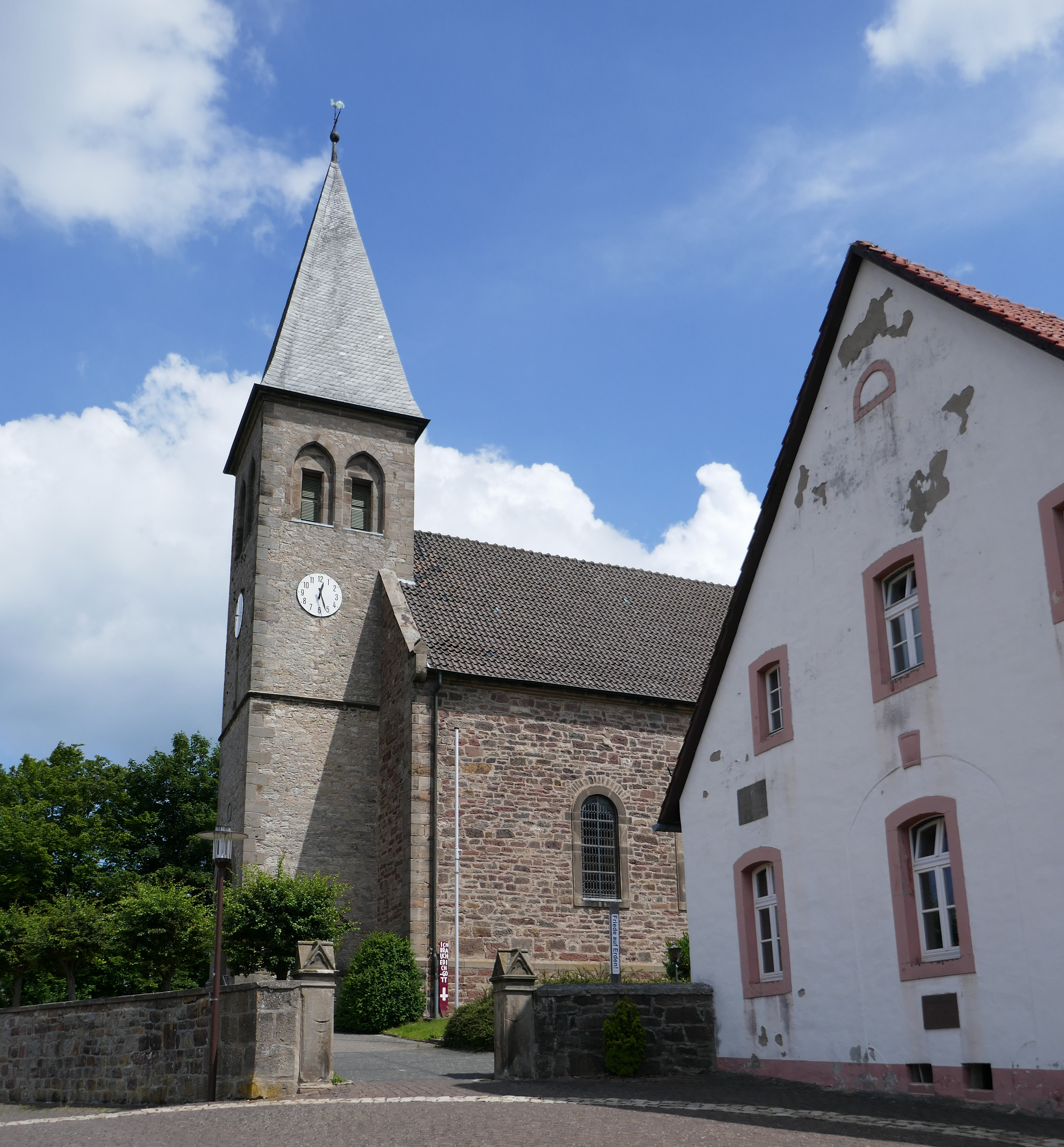
Heilig-Kreuz-Kirche Bonenburg

Die katholische Pfarrkirche Heilig-Kreuz ist ein denkmalgeschütztes Kirchengebäude in Bonenburg, einem Stadtteil von Warburg im Kreis Höxter, Nordrhein-Westfalen.

## Geschichte und Architektur
Die ursprünglich flachgedeckte Kapelle von 1741 wurde 1868 um einen Turm erweitert. Im selben Jahr wurde das Gebäude eingewölbt und ein Westjoch angebaut. Der Ostteil wurde 1934 angefügt.

## Ausstattung
- Rokokoaltar von 1770
- Kanzel vom Ende des 17. Jahrhunderts
- Der Taufstein aus der Mitte des 12. Jahrhunderts ist ein romanisches Würfelkapitell mit Doppelschild-Lilienornamentik. Er stammt von der ehemaligen Klosterkirche in Hardehausen.

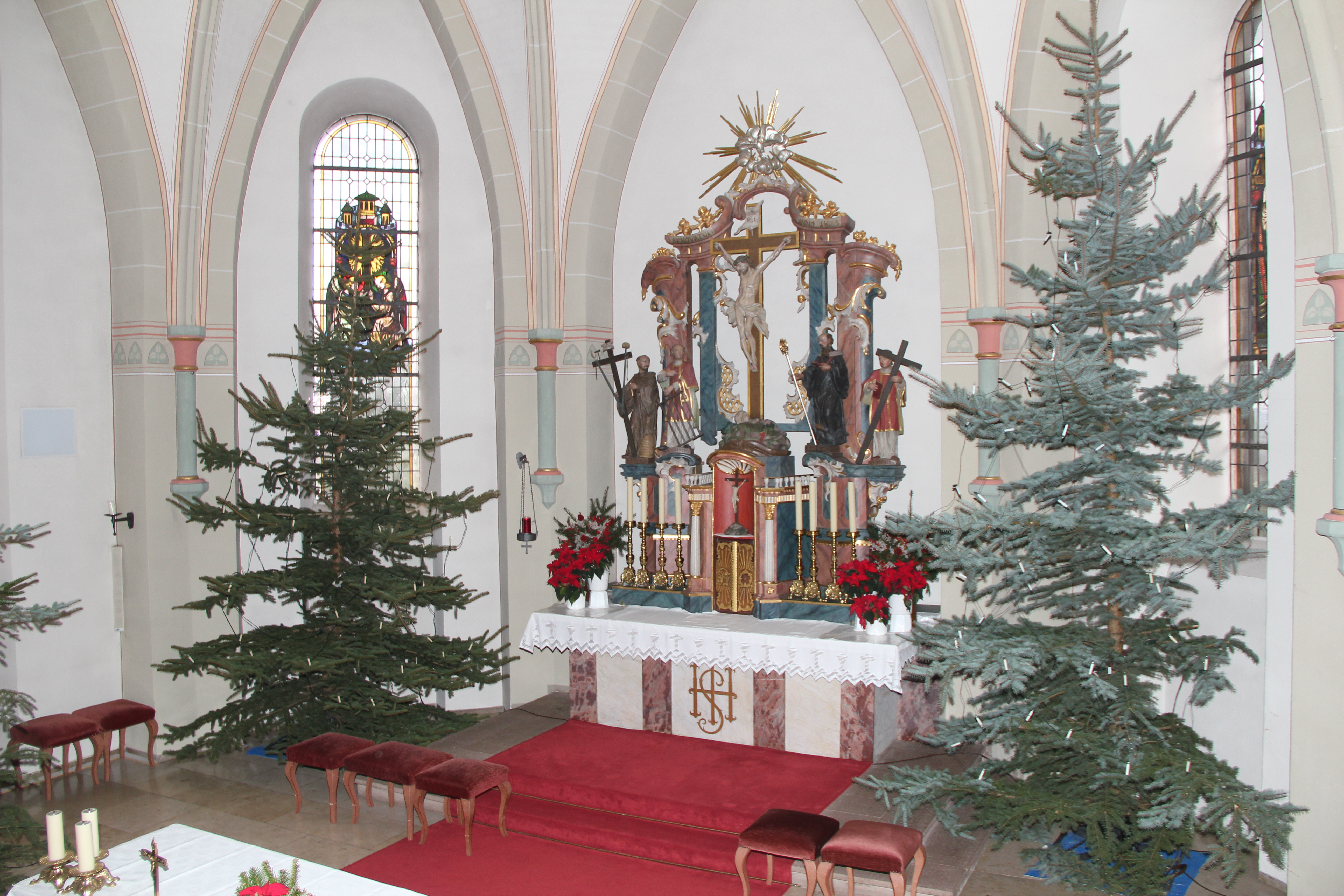
Rokokoaltar
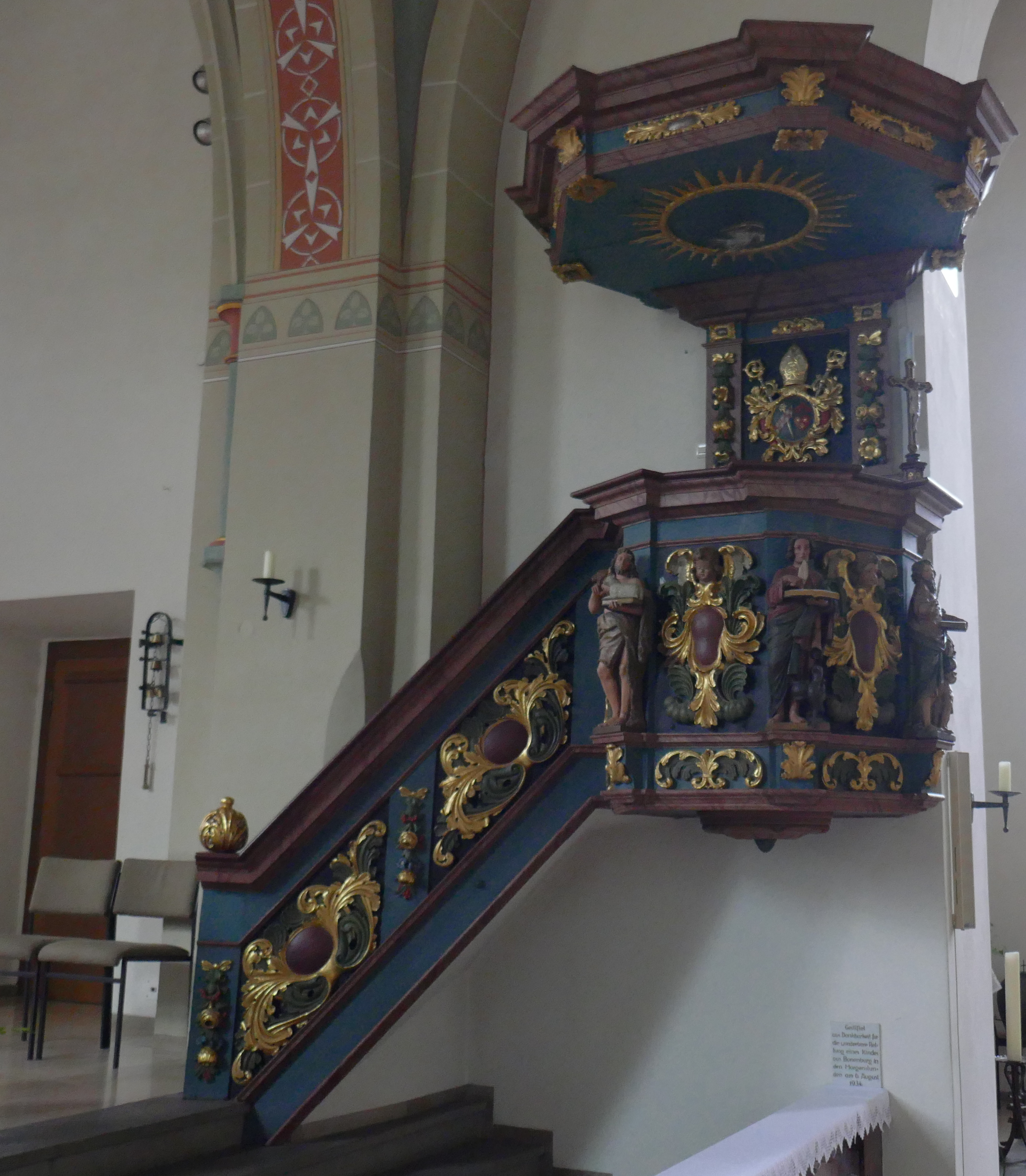
Kanzel
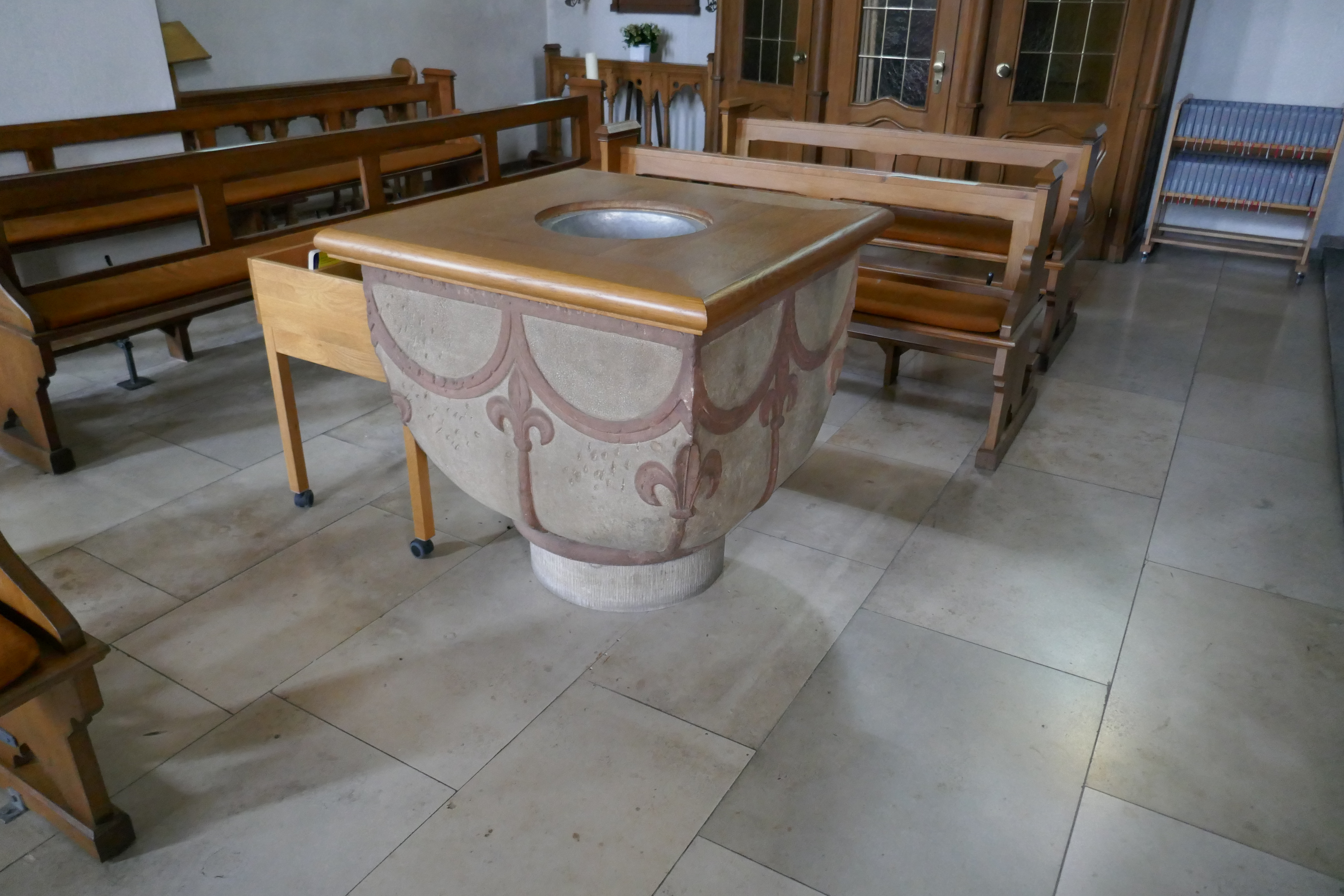
Taufstein